# لوتوو-فالوهن
لوتوو-فالوهن (به آلمانی: Lüttow-Valluhn) یک شهر در آلمان است که در لودویگسلوست-پارشیم واقع شده‌است. لوتوو-فالوهن ۸۰۲ نفر جمعیت دارد.